# Baréin en los Juegos Olímpicos de Londres 2012
Baréin estuvo representado en los Juegos Olímpicos de Londres 2012 por un total de 12 deportistas, 4 hombres y 8 mujeres, que compitieron en 3 deportes.
La portadora de la bandera en la ceremonia de apertura fue la tiradora Aza Alkasmi.

## Medallistas
El equipo olímpico bareiní obtuvo las siguientes medallas:
| Nombre             | Deporte   | Competición |
| ------------------ | --------- | ----------- |
| Oro                |           |             |
| Maryam Yusuf Yamal | Atletismo | 1500 m F    |
| Plata              |           |             |
| —                  |           |             |
| Bronce             |           |             |
| —                  |           |             |